# Кондаков, Михаил Николаевич
Михаи́л Никола́евич Кондако́в (1898—1954) — советский конструктор артиллерийского вооружения.
По утверждению А. Б. Широкорада, Кондаковым впервые в мире была создана безоткатная автоматическая пушка.

## Биография
Родился в Петербурге в семье служащего. В 1917 году окончил реальное училище. В 1918 году вступил добровольцем в Красную Армию. В 1919 году направляется на учёбу на Первые Петроградские артиллерийские курсы, после окончания которых был оставлен на них командиром курса и адъютантом. Вместе с курсами принимает участие в 1919 году в борьбе с Юденичем, а в 1921 году в подавлении Кронштадтского восстания в качестве начальника штаба группы тяжелой артиллерии.
В 1921 году становится слушателем Артиллерийской академии имени Ф. Э. Дзержинского, которую закончил в 1927 году.
После окончания академии вплоть до демобилизации из армии по состоянию здоровья в звании военинженера 2 ранга в 1929 году работал начальником отдела на Научно-исследовательском опытном полигоне. В дальнейшем до 1932 год работал инженером-конструктором сначала на полигоне, а затем в научно-исследовательском отделе Артиллерийской академии, где одновременно занимался преподавательской деятельностью.
В Артиллерийской академии Кондаков вместе с другим её преподавателем А.А. Толочковым начинает проектирование ряда артсистем. Специально для Кондакова руководство академии в 1932 году создает КБ, которое первоначально именуется КБ Артакадемии. В 1930-е годы его именуют то КБ АУ (Артиллерийского управления), то ОКБ-ОМА. Позже оно получает окончательное название ОКБ-43. КБ было отведено помещение в городке Артиллерийской академии в Ленинграде. В 1938 году академия переехала в Москву, а КБ Кондакова осталось в Ленинграде.
С 1932 года до последних дней своей жизни являлся начальником и главным конструктором Особого конструкторского бюро, где принимал участие в проектировании ряда опытных образцов стрелкового и артиллерийского вооружения: 20-мм многоствольной пушки, 37-мм зенитного орудия, а также ряда установок.
Похоронен в Санкт-Петербурге на Шуваловском кладбище.

## Награды
Награждён орденом Ленина, орденами Отечественной войны I степени и Трудового Красного Знамени, а также медалями.